# Saturday Amusic Islands Morning Edition
『SATURDAY AMUSIC ISLANDS MORNING EDITION』（サタデー・アミュージック・アイランズ・モーニング・エディション）は、FM802で放送されているラジオ番組である。略称は「S.A.I AM」。

## 概要
最新のコスメティックやファッションなどの美容情報・海外のエンターテイメント情報、エコロジーに関する情報などを、新旧洋邦織り交ぜた選曲で送る5時間の番組。
FM802が開局した2日後の1989年6月3日に放送を開始。DJはビデオジョッキーとして活躍しているシャーリー富岡が担当した。約24年間番組のタイトル・DJ・時間帯がほぼ変わらずに放送されていた珍しい番組である。丸20年を迎えた2009年7月4日から2012年3月31日までは開始時間が1時間繰り上がり6時間番組となっていた。
なお、厳密にはこの後の12時より放送されている「- AFTERNOON EDITION -」と合わせ『SATURDAY AMUSIC ISLANDS』という1番組として構成されており、新聞のラジオ欄やタイムテーブルの掲載もこのようになっている。しかしながらDJが異なることや、リクエストフォーム・コミュニティも別々に開設されており、放送上では事実上別番組になっている。
2013年3月30日の放送をもってシャーリーが降板。後継はFM802では11年ぶりのレギュラー番組担当となる仁井聡子。
2025年3月29日の放送をもって仁井がFM COCOLOへ異動に伴い降板。後継は板東さえかが担当。
番組公式ハッシュタグは「#SAIam」。また、FM802朝の番組共通のハッシュタグとして「#起きたら802」、『on-air with TACTY IN THE MORNING』を板東が代演していた際に使用していたハッシュタグ「#おはばん」も公式ハッシュタグとして使用している。

## 放送時間
毎週土曜日（JST）
- 7:00 - 12:00（2012年4月7日　-　）

### 過去の放送時間
- 7:00 - 12:00（1989年6月3日 - 2009年6月27日）
- 6:00 - 12:00（2009年7月4日 - 2012年3月31日）

## DJ
- 板東さえか（2025年4月5日 - ）

### 過去の出演者
- シャーリー富岡（1989年6月3日 - 2013年3月30日）
- 仁井聡子（2013年4月6日 - 2025年3月28日）- 仁井の公式X（旧Twitter）アカウントでは放送前と放送後に番組のお品書きが投稿された。

代演
- 落合健太郎（2023年7月22日）- 仁井の肩腱板損傷の治療のため代演[4]。
- 加藤真樹子（2025年7月12日） - 板東が『Oasis Live '25 Tour』参加で渡英のため代演[5]。

## コーナー
2025年4月現在
- 7:20 7時のばんプレ

特定のアーティストのグッズプレゼントの募集を行い、8時台に当選者を発表する。
- 8:20 - 8:40 OPEN COUNTRY ACTIVE STYLE

TOYO TIRE提供。実質『Poppin'FLAG!!!』（2025年3月まで板東が担当していた番組）で行っていたコーナーの後継コーナー。ドライブに行きたくなる関西のオススメスポットを紹介する。また、リスナーからもドライブにまつわるメッセージを募集し、番組内で紹介する。
- 9:00 - 9:20 アイ工務店 Family Snap

アイ工務店提供。リスナーから募集した家族についてのエピソードをリクエストと共に紹介する。
- 9:35 - 9:55 tabiwaトラベル FRESH & RELAX

tabiwaトラベル提供。毎月ある都道府県をピックアップし、その都道府県で旅行に行くのにピッタリなスポットを紹介するコーナー。紹介した内容は番組特設ページで詳しく紹介される。
2025年4月からFM COCOLOで放送されている『GOOD MO-NII』との合同コーナーとなった他、提供が赤い風船からtabiwaトラベルに変更となった。
- 10:00 - 10:45 KEWPIE COLORFUL BOX

キユーピー提供。旬の野菜のトークをする。また、リスナーからのテーマとなる野菜にまつわるメッセージを募集。抽選でキューピードレッシング3本セットをプレゼントする。
- 11:00 - 11:20 ソフト99 CAR LIFE WITH YOU

ソフト99提供。毎週テーマを設けて、そのテーマに関連する楽曲をノンストップでお送りする。
- エンディング

AFTERNOON EDITIONの樋口大喜とのクロストーク。

### 過去のコーナー
- 7:20 - 7:45 早朝ウォウウォウテレフォン

アーティストの関連グッズをリスナーにプレゼントするコーナー。プレゼントの内容を紹介した翌週に仁井自らリスナーに電話を行い、電話に出たリスナーが合言葉を言えたら当選となる。
- 8:10 - 8:20 今週のさとこ[6]

今週仁井に起こった出来事をトークするコーナー。

## CD
- 「I L.O.V.E. YOU」
  - 阪神・淡路大震災復興支援CD。マキシシングル。1995年11月22日発売。
  - 作詞：アン・ルイス、シャーリー富岡、作曲：Char
  - 歌：SHIRLEY'S ANGEL（Char、アン・ルイス、佐藤竹善、早見優、PJ、YOU、ちわきまゆみ、原田龍二、ランキン・タクシー、BOOGIE MAN、UA、マイケル富岡、布川敏和、フィル・ソーレム、ダニー・ワイルド）
  - 1995年12月の邦楽ヘビーローテーション。『OSAKAN HOT 100』では週間最高位2位（1996年の年間チャートでは12位）[7]を記録した。
  - 1998年12月12日発売のオムニバス盤『「I LOVE YOU...TOUCH MY HEART」 FM802 “Saturday Amusic Islands”Shirley's Selection』のボーナス・トラック、2004年12月8日発売の『802 HEAVY ROTATIONS J-HITS COMPLETE '94-'96』に収録。